# ポテュオ (装甲巡洋艦)
| 竣工当時の「ポテュオ」 | |
| 艦歴                   | |
| 発注                   | メディテラネ社ル・アーヴル造船所 |
| 起工                   | 1893年5月25日 |
| 進水                   | 1895年9月19日 |
| 就役                   | 1897年6月5日 |
| 退役                   | 1926年6月12日 |
| 除籍                   | 1927年11月3日 |
| その後                 | 1929年9月25日に解体のため売却 |
| 前級                   | アミラル・シャルネ級 |
| 次級                   | ジャンヌ・ダルク |
| 性能諸元               | |
| 排水量                 | 常備：5,374トン |
| 全長                   | 111.0m -m（水線長） |
| 全幅                   | 15.3m |
| 吃水                   | 6.48m |
| 機関                   | ベルヴィール式石炭専焼水管缶18基 +横置型3段膨張式3気筒レシプロ機関2基2軸推進 |
| 最大出力               | 10.000hp |
| 最大速力               | 19.0ノット |
| 航続距離               | 10ノット/4,5300海里 |
| 燃料                   | 石炭：640トン |
| 乗員                   | 459名 |
| 兵装                   | Model 1893 19.4cm（40口径）単装速射砲2基 Model 1891-1893 13.8cm（45口径）単装速射砲10基 Model 1885 47mm（43口径）単装速射砲10基 オチキス 37mm回転式機関砲8基 45cm水上魚雷発射管単装4基 |
| 装甲                   | 舷側：35～58mm（水線面主装甲） 甲板：43mm（平面部）、84mm（傾斜部） 主砲塔：178mm（前盾）、140mm（側盾） 副砲ケースメイト：55mm 司令塔：229mm                                          |

ポテュオ (Pothuau) はフランス海軍の装甲巡洋艦である。

## 概要
本艦は1893年度海軍整備計画により「アミラル・シャルネ級」の改良型として建造された。本艦は船体の小型さ故にイギリス防護巡洋艦の持つ砲に対して優位を保つために舷側装甲をやや薄くした代わりに甲板防御・砲塔防御・司令塔防御を厚くした艦である。船体形状で長らくフランス軍艦のトレードマークであったタンブル・ホーム型船体を採用した最後の装甲巡洋艦である。

## 艦形について

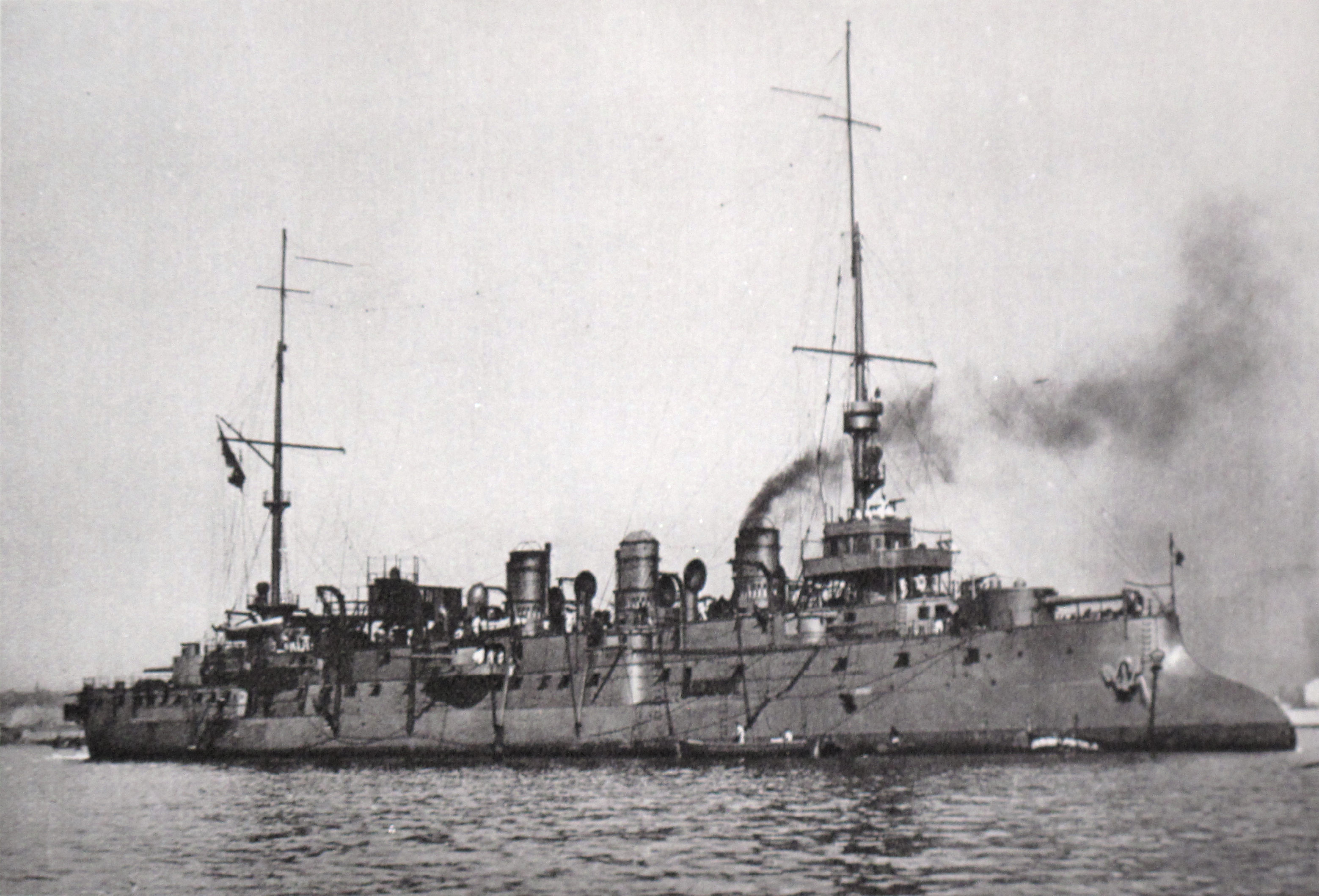
写真は第一次大戦時のグレー1色に塗られた「ポテュオ」。

船体形状は当時、フランス海軍が主力艦から軽艦艇に至るまで主に導入していたタンブル・ホーム型船体である。これは、水線部から上の構造を複雑な曲線を用いて引き絞り、船体重量を軽減できる船体方式で、他国では帝政ロシア海軍やドイツ海軍、アメリカ海軍の前弩級戦艦や巡洋艦にも採用された。外見上の特徴として水線下部の艦首・艦尾は著しく突出し、かつ上甲板よりも水線部装甲の部分が突出する特徴的な形状をしている。このため、水線下から甲板に上るに従って船体は引き絞られ甲板面積は小さくなっている。これは、備砲の射界を船体で狭められずに広い射界を得られることや当時の装甲配置方式では船体の前後に満遍なく装甲を貼る「全体防御方式」のため、船体の重心を下げる効果を狙ったものである。
本艦の船体形状は前級と同じく乾舷の高い艦首から低い艦尾までなだらかに傾斜する平甲板型船体である。水面部が突出した艦首から艦首甲板に19.4cm単装主砲塔が1基、下部に司令塔を組み込んだ艦橋から簡素なミリタリーマストが立つ。ミリタリーマストとはマストの上部あるいは中段に軽防御の見張り台を配置し、そこに37mm～47mmクラスの機関砲(速射砲)を配置した物である。これは、当時は水雷艇による奇襲攻撃を迎撃するために遠くまで見張らせる高所に対水雷撃退用の速射砲あるいは機関砲を置いたのが始まりである。形状の違いはあれどこの時代の列強各国の大型艦には必須の装備であった。本艦のミリタリーマストは頂部には二層式の見張り台があり、下段に4.7cm速射砲が前後左右に1基ずつ計4基、上部には3.7cm回転式機関砲が前後左右に1基ずつ計4基である。マストの後部には3本の煙突が等間隔に並び、間にはキセル型の通風筒が片舷2本ずつ計4本立っている。3番煙突から単脚式のマストまでは艦載艇置き場となっており、片舷2本ずつのボート・ダビットにより運用された。後部甲板には19.4cm単装主砲塔が後ろ向きに1基である。
また、煙突の側面には副砲として13.8cm単装速射砲をケースメイト（砲郭）配置で片舷5基ずつ計10基を配置した。

## 機関
本艦は欧州水域での艦隊任務をこなすためフランス共和国各地に散らばる港を利用する事を前提に航続性能は大西洋で行動するのに充分な4,000海里程度に抑えて設計された。主ボイラーはフランスが発明したベルヴィール式水管缶を18基と横置型3段膨張式3気筒レシプロ機関2基2軸推進で最大出力10,000馬力で速力19ノットを発揮した。石炭を640トン満載した状態で10ノットで4,500海里航行できた。

## 防御
本艦を装甲巡洋艦たらしめている舷側装甲は58mmのものが張られた。その装甲範囲は艦首から艦尾まで、甲板から水線面までの高さ4mを覆い、更に水線下1.1mを防御すると言う広範囲な物であった。湾曲した主甲板は主要防御区画のみ平面部は43mm、舷側装甲に接する傾斜部は84mmという強固な装甲で覆われた。その背後に弾片防御甲板が配され、主甲板と弾片防御甲板の間には石炭を充填した区画細分層があり機関区を防御していた。水線下部には石炭庫が配置されて浸水と弾片から内部を守る構造であった。水線下の舷側には一層式の防水区画があり、それは艦底部まで達し二重底と接続された。

## 艦歴
ル・アーヴルのForges et Chantiers de la Méditerranée（メディテラネ社）で建造。1893年4月11日発注。同年5月25日起工。1895年9月19日進水。1897年6月5日就役。
1897年6月26日、「ポテュオ」はスピットヘッドで開催されたヴィクトリア女王在位60周年記念観艦式に参加した。それから「ポテュオ」は北方艦隊（Escadre du Nord）に編入され、8月下旬に大統領フェリックス・フォールをダンケルクからクロンシュタットへ運んだ。1898年9月、「ポテュオ」は地中海艦隊に編入され、軽戦隊（Escadre Légere）の旗艦となった。
1907年4月17日から1914年8月までは砲術訓練学校の旗艦であった。

### 第一次世界大戦
1914年10月24日に「ポテュオ」はトゥーロンからカメルーンへ向かった。11月に到着すると、12月2日に兵を上陸させ、12月15日には「ポテュオ」の陸戦隊がクリビを占領した。「ポテュオ」は1915年6月21日まで同方面にあり、7月19日にロリアンに戻ると、1916年1月2日まで整備が行われた。
1916年10月、アビシニアでの問題発生を受けて「ポテュオ」と「ダントルカストー」が派遣されたが、現地のアラブ人に対する影響力拡大を図ろうとしているのではないかとのイギリスの懸念を受けて撤収した。同年末、ジッダなどの方面での情勢が悪化するとイギリスは「ポテュオ」と「ダントルカストー」による支援を求め、両艦は状況が安定する1917年2月まで交代でジッダやRabeghの沖に配置された。その後は「ポテュオ」はドイツ仮装巡洋艦「ヴォルフ」捜索に当たるイギリス水上機母艦「Raven II」を護衛した。それから「ポテュオ」は修理のためサイゴンへ向かい、5月17日に到着した。9月下旬から12月上旬まで「ポテュオ」はベンガル湾の哨戒を行った。
トゥーロンに戻った後、係留気球用の設備搭載が行われた。
戦後は砲術練習艦に戻り、194mm砲の砲塔が撤去されて代わりにプトロタイプの高角砲が搭載された。
1926年6月12日退役。1927年11月3日除籍。1929年9月25日に解体のため2,017,177フランで売却された。